# Synagogenbezirk Eberswalde
Der Synagogenbezirk Eberswalde mit Sitz in Eberswalde, heute die Kreisstadt des Landkreises Barnim im Nordosten des Landes Brandenburg, wurde nach dem Preußischen Judengesetz von 1847 geschaffen.
Die jüdische Gemeinde Eberswalde wurde zu einem Synagogenbezirk erweitert und die auf dem Lande lebenden Juden kamen dazu. 1853 lebten in dem Synagogenbezirk Eberswalde 27 Männer, 26 Frauen, 16 Kinder über 14 Jahren und 36 darunter. Im Jahr 1855 fanden zum ersten Mal Wahlen für den Vorstand und die Repräsentanten des Synagogenbezirks statt.